# أحمد البلوشي (لاعب كرة قدم كويتي)
أحمد البلوشي هو لاعب كرة قدم كويتي، من مواليد 11 ابريل 1981، يلعب حالياً لنادي الدوري الكويتي الممتاز نادي اليرموك الرياضي.
بدأ مشواره مع نادي القادسية الكويتي وهو في سن التاسعة عشر، حيث لعب معهم عشر سنين توج خلالها بالعديد من الألقاب.

## إنجازاته مع الفريق
- كأس الأمير (ثلاثة مرات) : 2002/2003 و2003/2004 و2006/2007
- الدوري الكويتي (ثلاثة مرات) : 2002/2003 و2003/2004 و2004/2005
- كأس ولي العهد (أربعة مرات) : 2001/2002 و2003/2004 و2004/2005 و2005/2006
- كأس الخرافي (مرتين) : 2002/2003 و2005/2006
- كأس الاتحاد الكويتي (مرة واحدة) : 2007/2008
- كأس الخليج للأندية (مرة واحدة) : 2005/2006

## روابط خارجية
- أحمد البلوشي على موقع ناشيونال فوتبول تيمز (الإنجليزية)